# Eynort River
De Eynort River is een rivier bij Eynort op Skye in Schotland. Hij is ongeveer negen kilometer lang. De Eynort River begint op de bergen van Isle of Skye en stroomt naar Loch Eynort.